# Abbé de La Marre
Pour les articles homonymes, voir Marre (homonymie).
L’abbé de La Marre (ou La Mare) né à Quimper en 1708 et mort en Bohême en 1742, est un homme de lettres français.
Voltaire s'intéressait à lui et lui confia quelques travaux littéraires. Il fit partie de la Société du bout du banc de Mlle Quinault.
Antoine de Léris le dit mort par suicide en 1746 à Egra en Bohême, tandis que Melchior Grimm dit qu’il s'est tué à Prague en se précipitant d’un second étage dans la rue.

## Œuvres
- L'Ennui d'un quart d'heure, 1736.
- Remarques sur La Mort de César de Voltaire, 1736;
- Le Je ne sais quoi de vingt minutes, poèmes, 1739.
- Zaïde, reine de Grenade, ballet héroïque, musique de Pancrace Royer, représenté à l'Académie royale de musique le 3 septembre 1739
- Momus amoureux, ballet en 1 acte, représenté le 27 octobre 1739
- Avec Antoine Houdar de La Motte, argument de Titon et l'Aurore, pastorale héroïque, livret de Claude-Henri de Fusée de Voisenon, musique de Jean-Joseph Cassanéa de Mondonville, représentée pour la première fois à l'Académie royale de musique le 9 janvier 1753
- Les Quarts d'heure d'un joyeux solitaire, 1766 (attr. ; rééd. 1882 sous le titre : Contes de l'abbé de La Marre, les Quarts d'heure d'un joyeux solitaire)

## Note
1. ↑  Dictionnaire des théâtres, 1763, p. 608).
2. ↑  Grimm, Diderot, Raynal, Meister, etc., Correspondance littéraire, philosophique et critique : revue sur les textes originaux par Maurice Tourneux, t. 2, Paris, Garnier frères, 1877, 542 p., 16 vol. : portr., fac-sim. ; in-8º (lire en ligne sur Gallica), p. 365.